# Bakerella diplocrater
Bakerella diplocrater är en tvåhjärtbladig växtart som beskrevs av Van Tiegh.. Bakerella diplocrater ingår i släktet Bakerella och familjen Loranthaceae. Inga underarter finns listade i Catalogue of Life.